# Piotr Skrzynecki

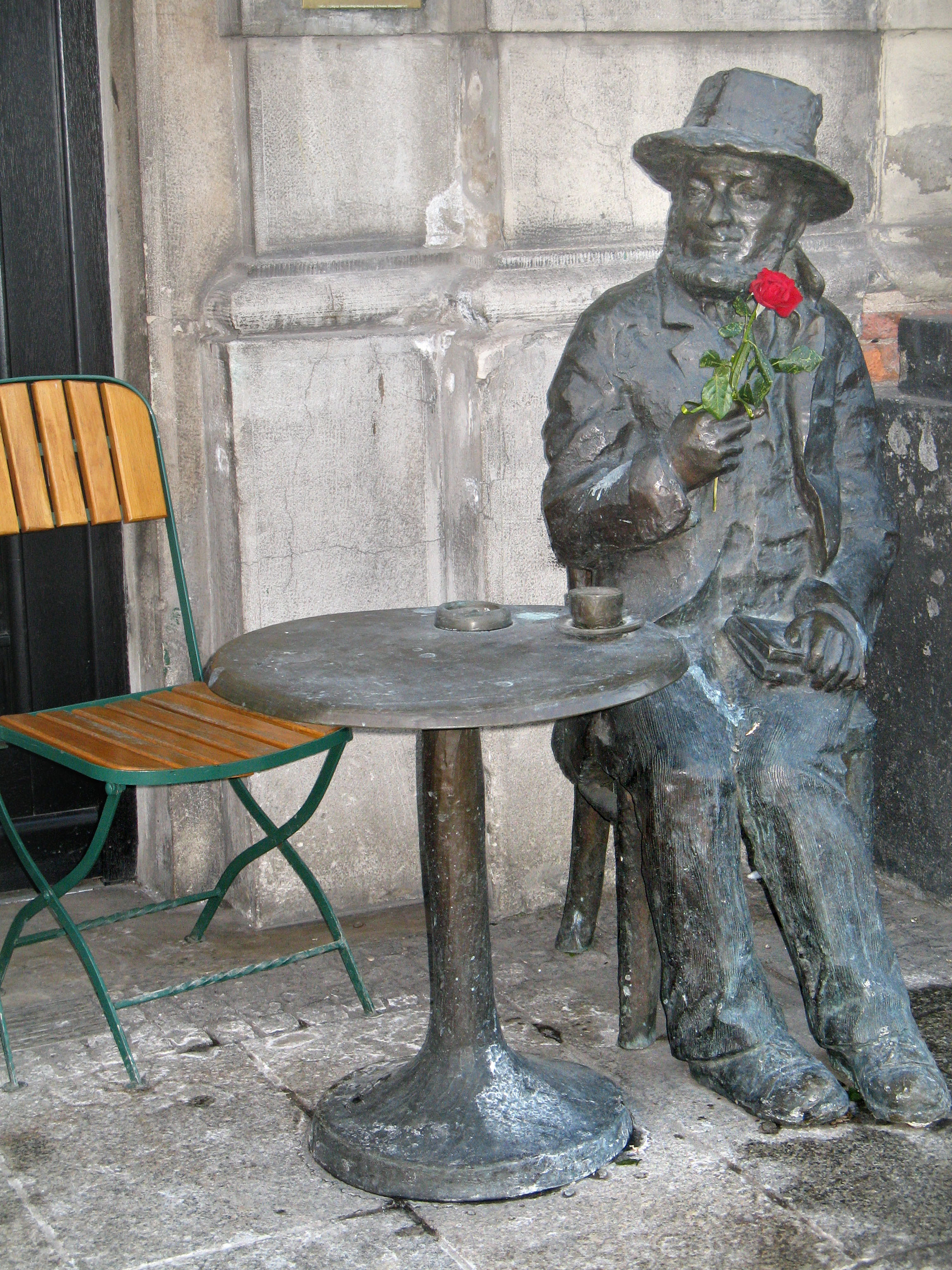
Skulptur vor der Piwnica pod Baranami

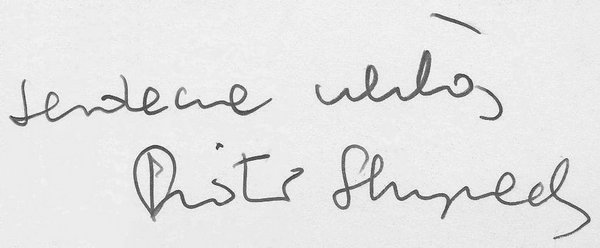
Unterschrift (1980)

Piotr Skrzynecki (* 12. September 1930 in Warschau; † 27. April 1997 in Krakau) war ein polnischer Kabarettist und Gründer des legendären Krakauer Cabaretkellers Piwnica pod Baranami.
Skrzynecki wurde als Sohn einer polnischen Jüdin und des Oberstleutnants Marian Skrzynecki in Warschau geboren. Sein Vater kämpfte zu Beginn des Zweiten Weltkriegs gegen die Wehrmacht, dann fiel er an der polnischen Ostfront im Kampf gegen die Rote Armee. Piotr überlebte den Krieg mit seiner Mutter in Warschau, beide kamen nach dem Krieg nach Łódź, wo er Theaterpädagogik studierte. Anfang der 1950er Jahre wurde er zu einem Praktikum nach Krakau entsendet und arbeitete dort mit Amateurtheatergruppen u. a. in Nowa Huta. Er blieb in Krakau und begann Kunstgeschichte zu studieren. Dieses Studium beendete er jedoch nicht. 1956 gründete er mit anderen Krakauer Studenten das Cabaret Piwnica pod baranami. Das kleine Kellertheater führte er als künstlerischer Leiter bis zu seinem Tode. Schnell erlangte es Kultstatus. Der charismatische Skrzynecki versammelte zahlreiche herausragende junge Künstler um sich, die in seinem Keller begannen und dann landesweit Berühmtheit erlangten. Die Chansonsängerin Ewa Demarczyk begann bei ihm ebenso ihre Karriere wie der Komponist Zbigniew Preisner oder später der Liedermacher Grzegorz Turnau. Piotr Skrzynecki entwickelte sich in den 40 Jahren seines Wirkens im Piwnica pod baranami zu einer Leit- und Kultfigur des Krakauer Lebens. Er war die größte Zeit seines Lebens ein Obdachloser, der als Untermieter bei seiner Freundin Janina Garycka lebte und sein Leben der Kleinkunst widmete, ohne Interesse an materiellen Dingen. Piotr Skrzynecki ist Ehrenbürger der Stadt Krakau.